# 謝自南
謝自南（1907年2月7日—1990年7月7日，字啟薰，出身臺灣澎湖後窟潭（重光里），傳統木造廟宇大木匠師與當代水泥建築的設計師。謝自南曾承包機場與發電廠等多項官方大型工程，亦參與廟宇修建工程達七十餘所，作品遍布澎湖、高雄、日本與新加坡等地。

## 師承
謝自南受業於父親謝江，謝江出生於同治九年（1870－卒年不詳），約莫於光緒11年（1885年）十五歲拜入同住後窟潭處的鄰居葉媽利門下:22，業界尊稱其為「江司」。
葉媽利（1821－1895）早年曾赴金門學習大木作技藝:22，金門匠藝含括同安與廈門地區，皆屬泉州匠派:117-118，葉媽利傳藝於二子葉元與葉一貫，謝江是葉媽利「葉系」唯一的外傳弟子:25。
謝江收徒甚多，不僅傳藝於兒子謝建（謝見）、謝自南、謝自北、謝自東與謝自西，也收姪子謝自本、外甥余金木、小舅胡朝印以及蔡帕等為徒，另成「謝系」一脈。:117-118
而「葉系」始祖葉媽利逝世於清、日政權之交的1895年，「葉系」第二代葉元未及傳承技藝便先於大正二年（1913）逝世，待葉元三子葉得令（1905－2000）年長至17歲時，便於大正九年（1920）拜謝江為師，「葉系」遂得以延續下去。:22-25

## 生平

### 日治時期
謝自南大正12年（1923）自馬公公學校畢業後，16歲起正式跟隨父兄謝江與謝建左右學習版築、木工與圖面繪製等技術，未及一年便公推為謝江的「木匠頭手」，17歲即可獨當一面「出師」，足稱天分卓絕。
大正14年（1925），謝江延攬澎湖觀音亭整建工程，當時觀音亭的廟宇重修圖案係由時年僅18歲的謝自南所繪，足見其才華。昭和8年（1933），謝江受聘為媽宮城隍廟修建的大木匠師，據稱廟身整體設計與現場工程實際上是由謝自南負責。
昭和10年（1935）謝自南移居高雄經營營造廠，陸續承攬多份官方大型現代化工程，如大甲溪上游天冷發電所（今天輪發電所）、二戰末期（1943－1945）派往海南島參與其他工程。

### 中華民國時期
謝自南在戰後返台，時已光復，中華民國37年（1948）謝自南又參與松山機場擴建與桃園軍用機場工程，卻由於正值國共第二次內戰，島內通貨膨脹嚴重、政府財力匱乏，謝自南雖完成兩項重大工程，卻落得大失血本。民國47年（1958），謝自南遭陷害入獄九個月餘，雖於翌年獲得平反出獄，卻從此不願再承接任何官方工程，回歸宮廟建築的本業，並以設計為主。

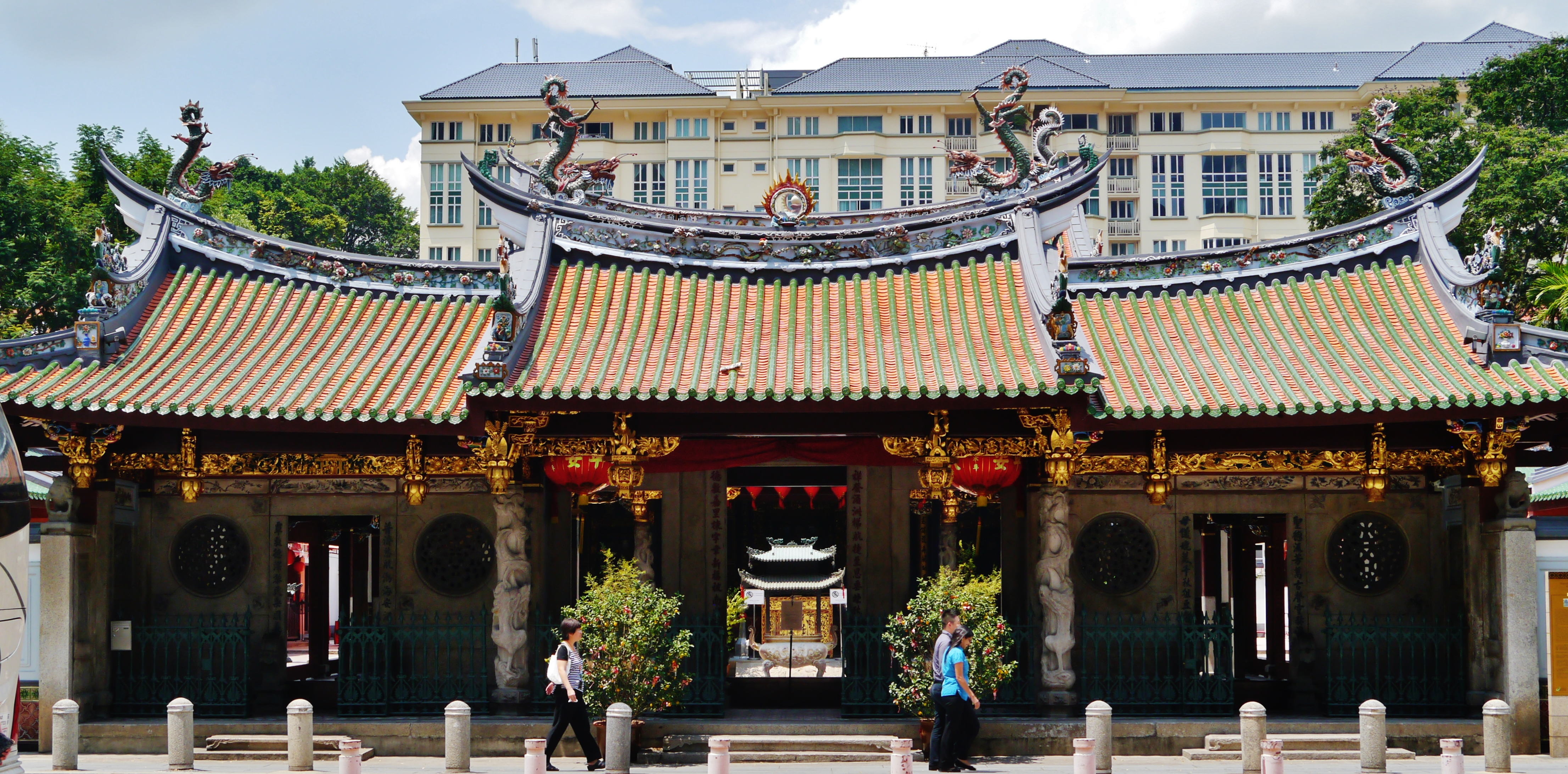
新加坡天福宮

民國48年（1959）重返寺廟工程的謝自南建築風格丕變，因應廟宇建材多以鋼筋水泥為主，設計也多採北方宮殿的形式；這一時期的代表作有高雄文武聖殿（1953）、高雄三鳳宮（1962）、臺南嬰仔仙天公廟（1963）、日月潭文武廟（1968）與嘉義九華山地藏庵（1971）等等，其中位於南投縣的日月潭文武廟在興建期間，時任總統的蔣介石（1887－1975）多次視察工程，次數達到六次之多。
民國61年（1972），新加坡天福宮重啟修建，當地華僑委請謝自南繪製設計藍圖，翌年7月6日，新加坡政府指定天福宮為國定古蹟。
民國79年（1990），謝自南病逝於高雄，享壽83歲。

## 個人生活
- 除了建築本行之外，謝自南喜好研究數學，曾發表過數學相關的研究論文；另外在民國42年（1953）拜南管樂器演奏家黃朝枝為師，後自組「清音南樂社」，曾率樂團赴美國與日本等學校交流。著有《南樂指譜新銓》。[2]
- 謝自南於昭和5年（1930）和歐菊結婚，生有三男七女；歐氏於民國64年（1975）往生，謝自南續絃黃妙丹，另生一男一女。[2]
- 謝自南與第一任妻子所生的三女謝掌珠，是臺灣首位女性飛行員。[2]
- 謝自南外孫女趙心綺（英语：Cindy Chao）為國際知名珠寶設計師，作品「牡丹」發表於2018年倫敦大師傑作展（Masterpiece London），並獲選「大師傑作獎」。[7][8]

## 宮廟作品

### 風格

#### 青壯期
澎湖觀音亭與媽宮城隍廟為闔澎公廟，歷代不乏多次翻修，近代樣貌乃奠定於謝江、謝自南於日治時期的整建工程，其施作風格可歸屬謝自南早年代表作品。

澎湖觀音亭格局為五開間兩進落，俯瞰廟身呈現正方形，穿廊兼具護龍與迴廊的功能，且左右護龍後方各置鐘鼓樓（今不開放）的設計，當時放諸全臺灣係較為罕見。:47

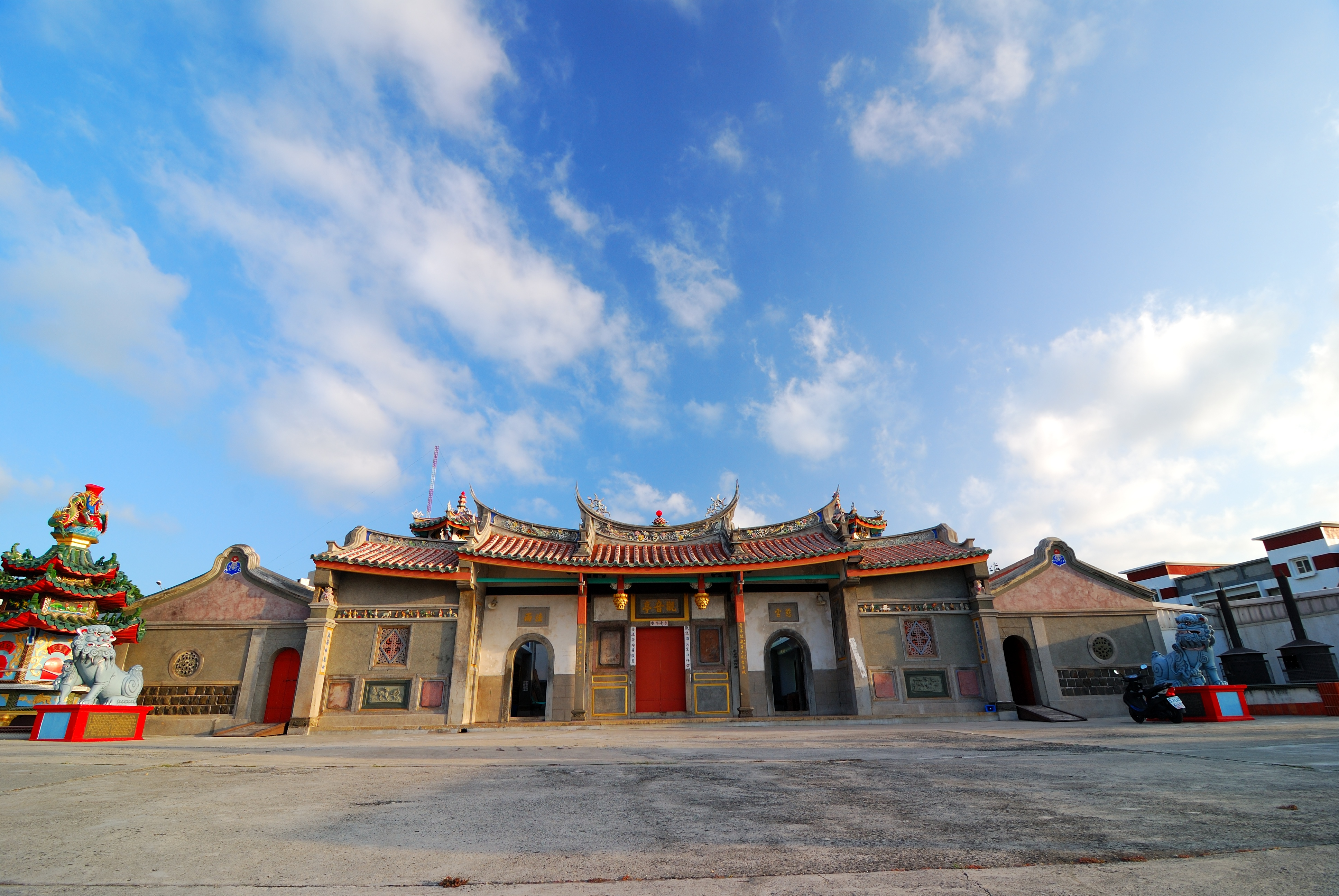
澎湖觀音亭秀面
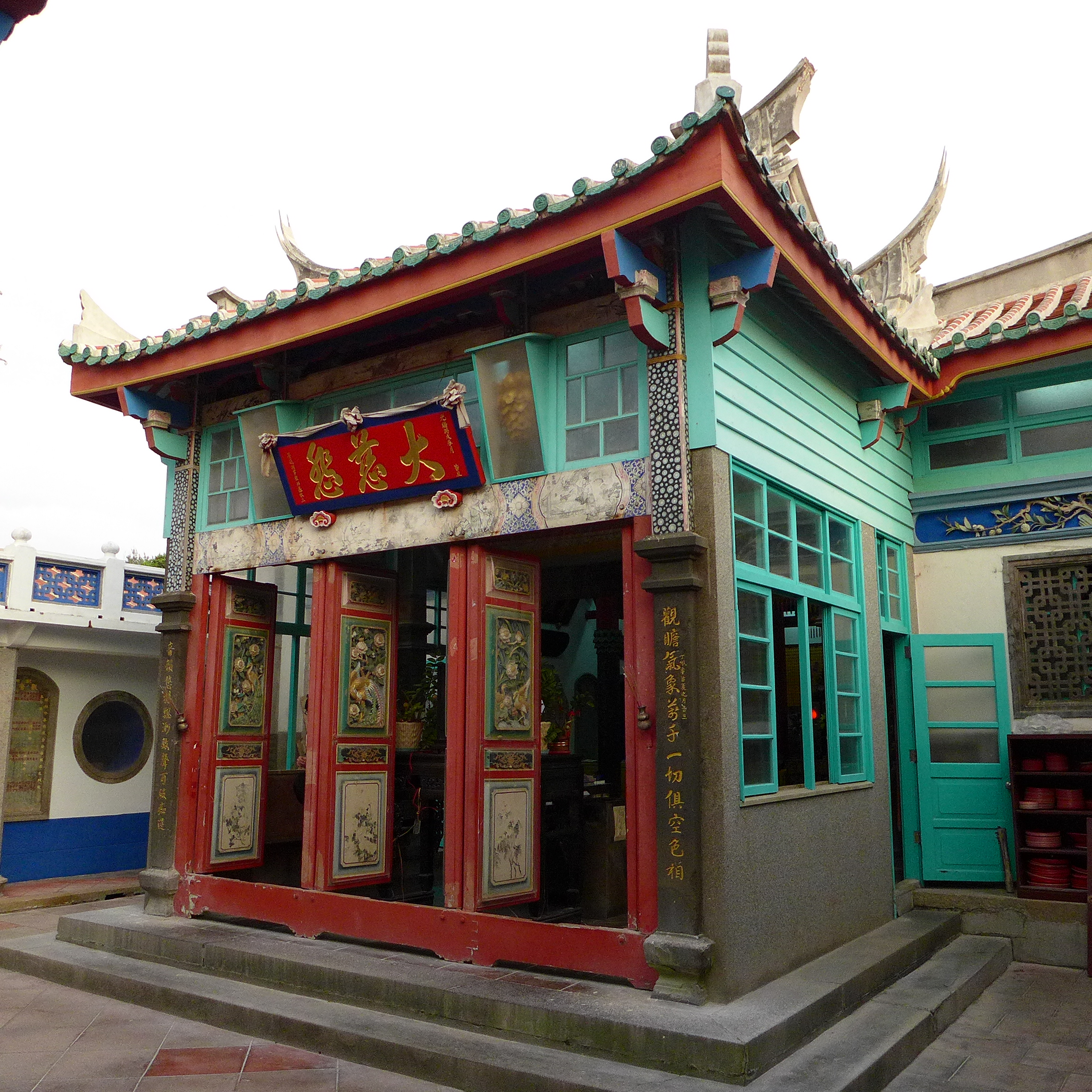
拜殿入口
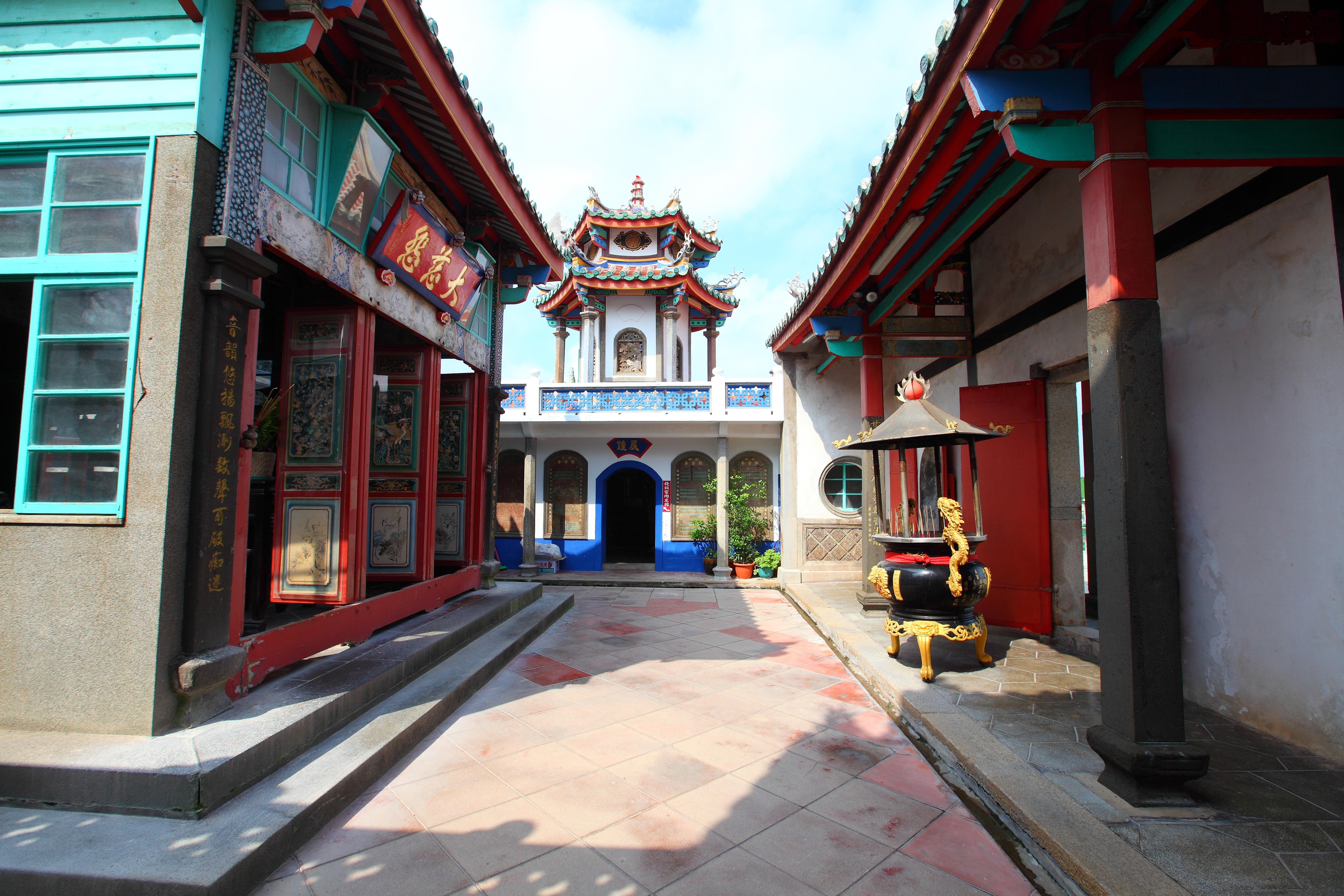
護龍上的鐘樓
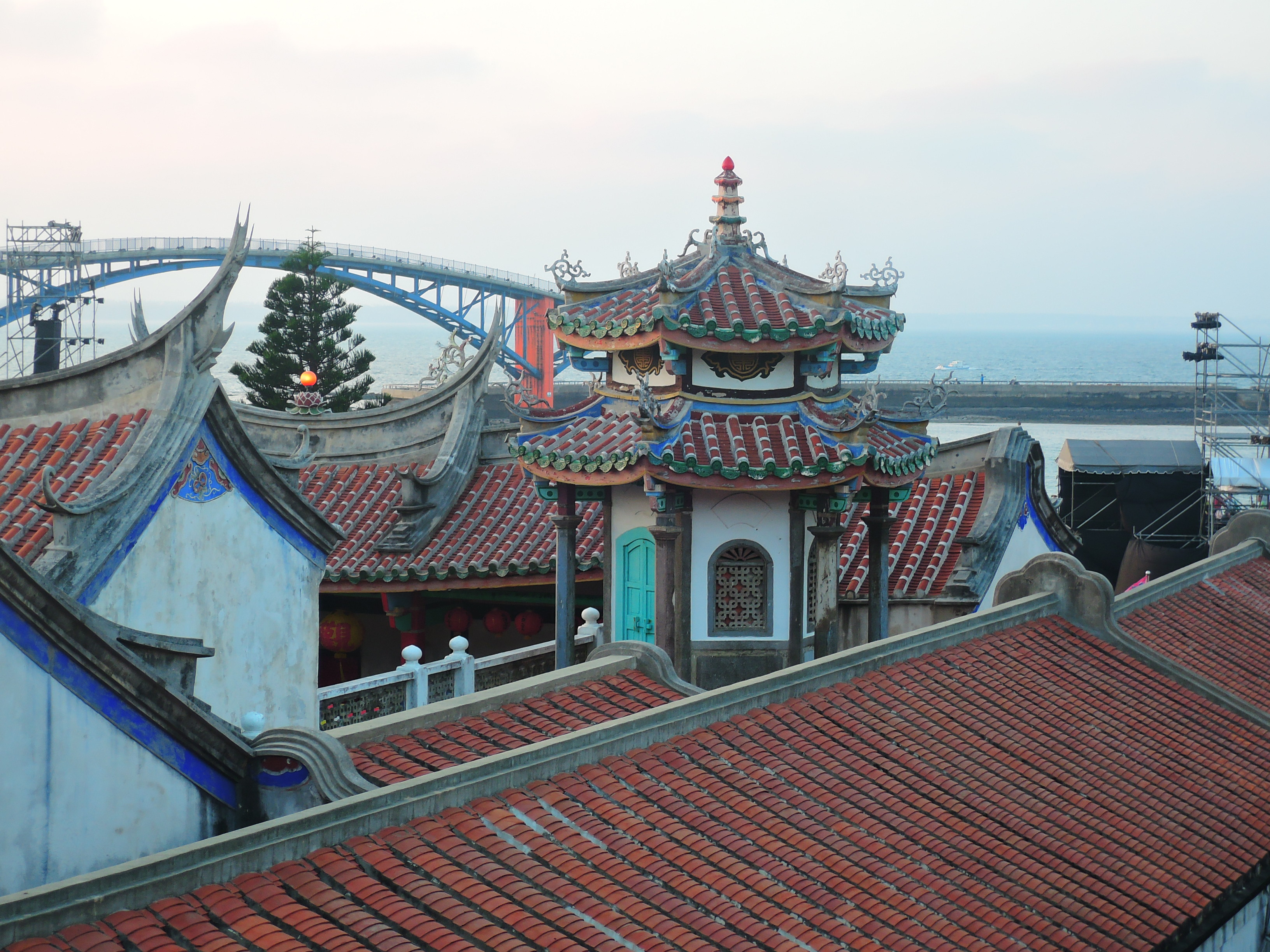
俯瞰視角：硬山頂與鼓樓

媽宮城隍廟亦為合院式建築，屋頂採硬山式作法，山牆外屋坡相連，施工難度高；正殿空間連結拜亭，將正殿與後殿合併，兩側護龍連結三川殿，形成空間配置上為兩進落、實際上具備三進落空間的型態，在當時可謂十分新穎的設計。:61-62

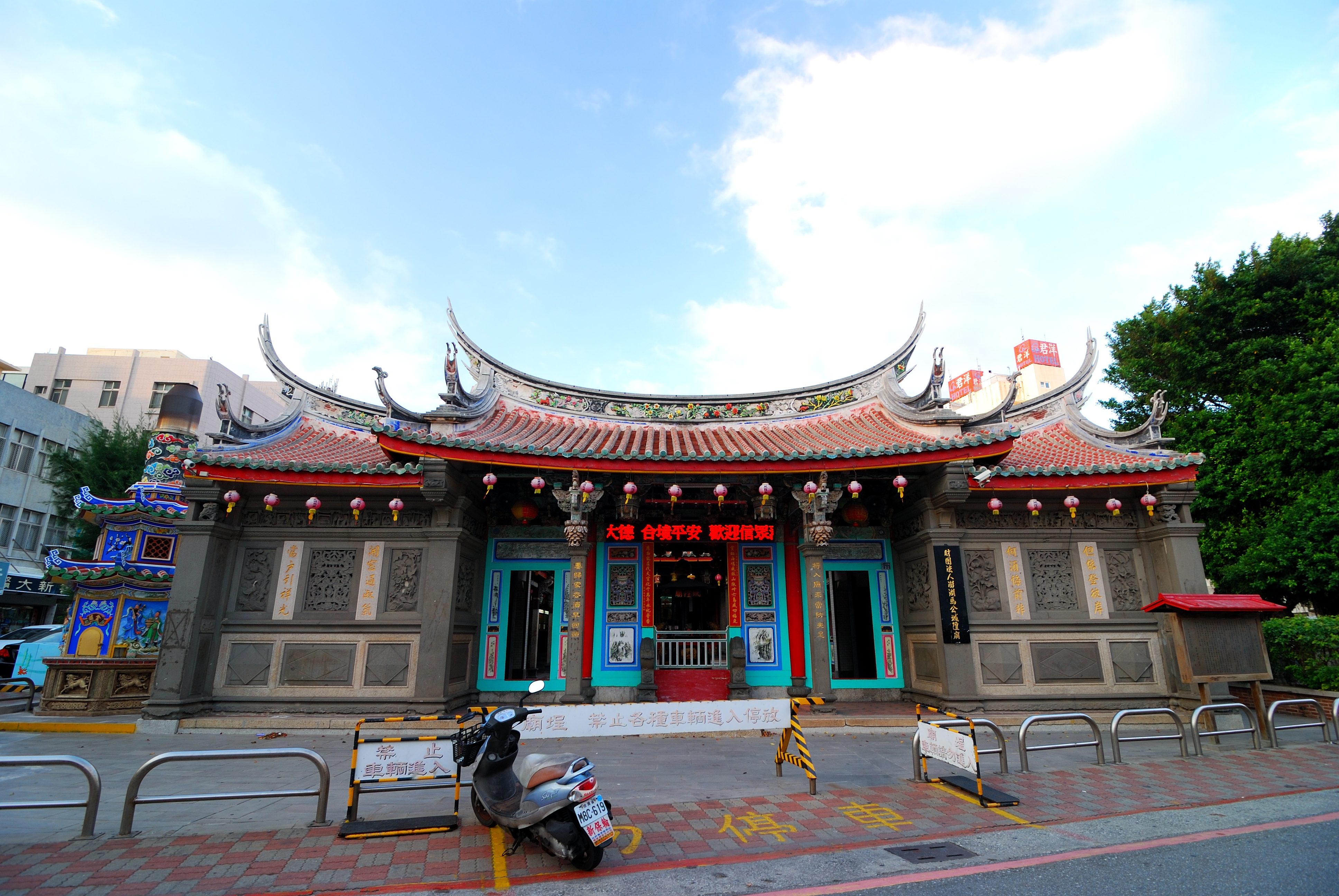
硬山頂
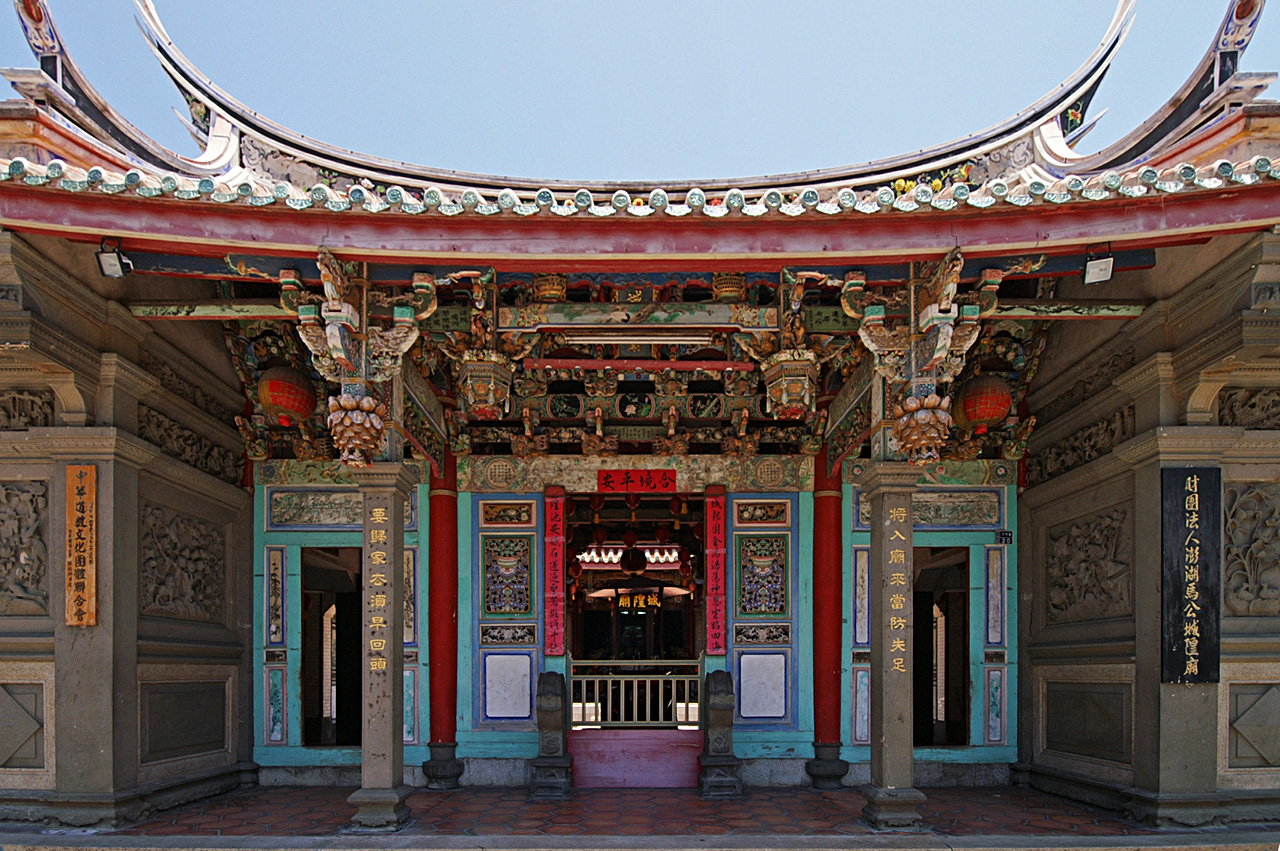
山門、雕飾
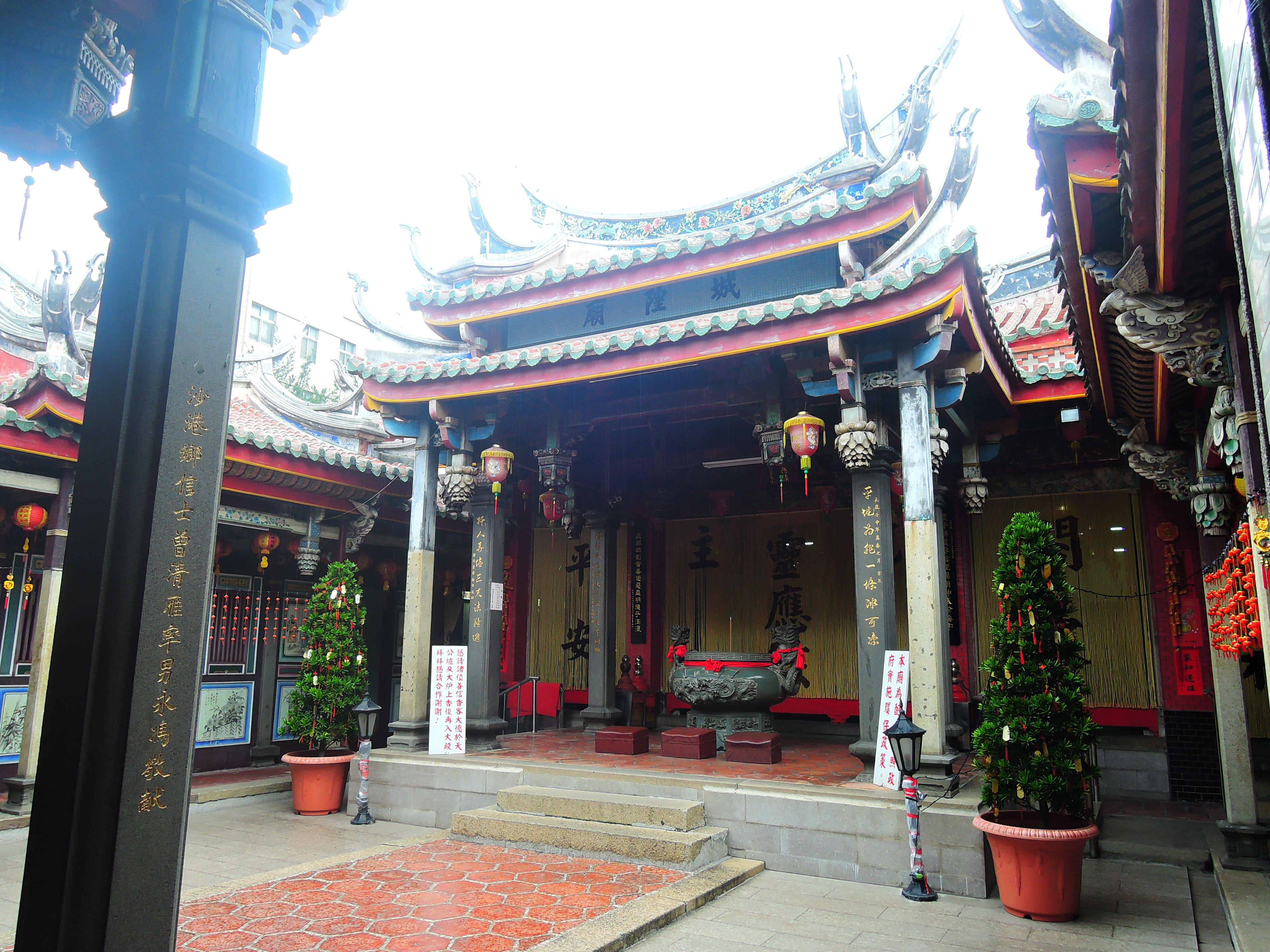
拜亭

#### 中晚期
謝自南五十歲後重操舊業，一改早年閩南式木架構簡樸的廟宇風格，此一時期的廟宇舉凡外觀、屋頂與斗栱多採用北方宮殿形式，正殿左右捨棄傳統常見的單層護龍，改置樓閣式的鐘鼓大樓，廟身闕巍壯闊，外觀更顯氣派華麗，此建築型態影響深遠，甚至成為1970年代宮廟興建的主流風格。

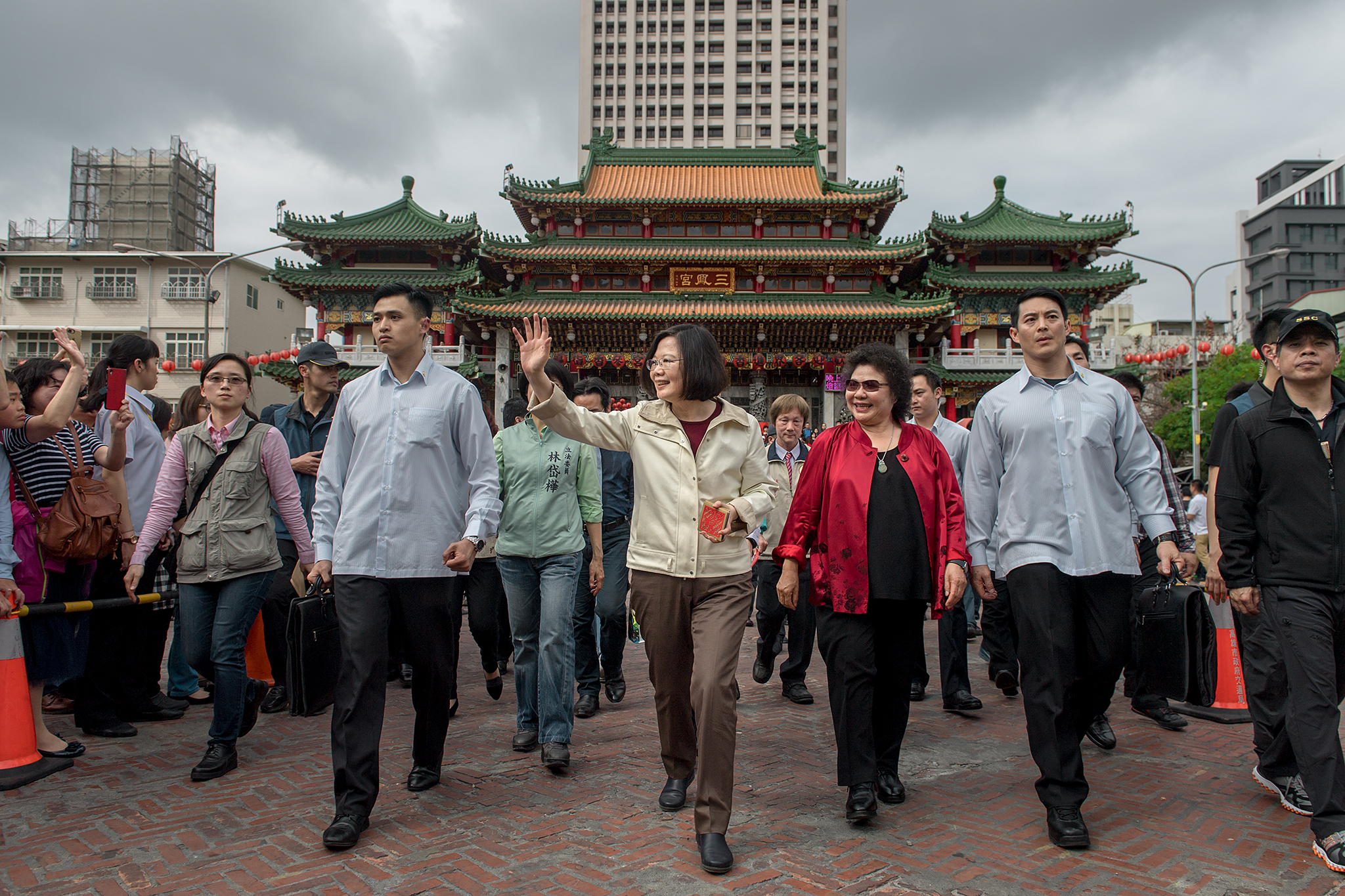
高雄三鳳宮
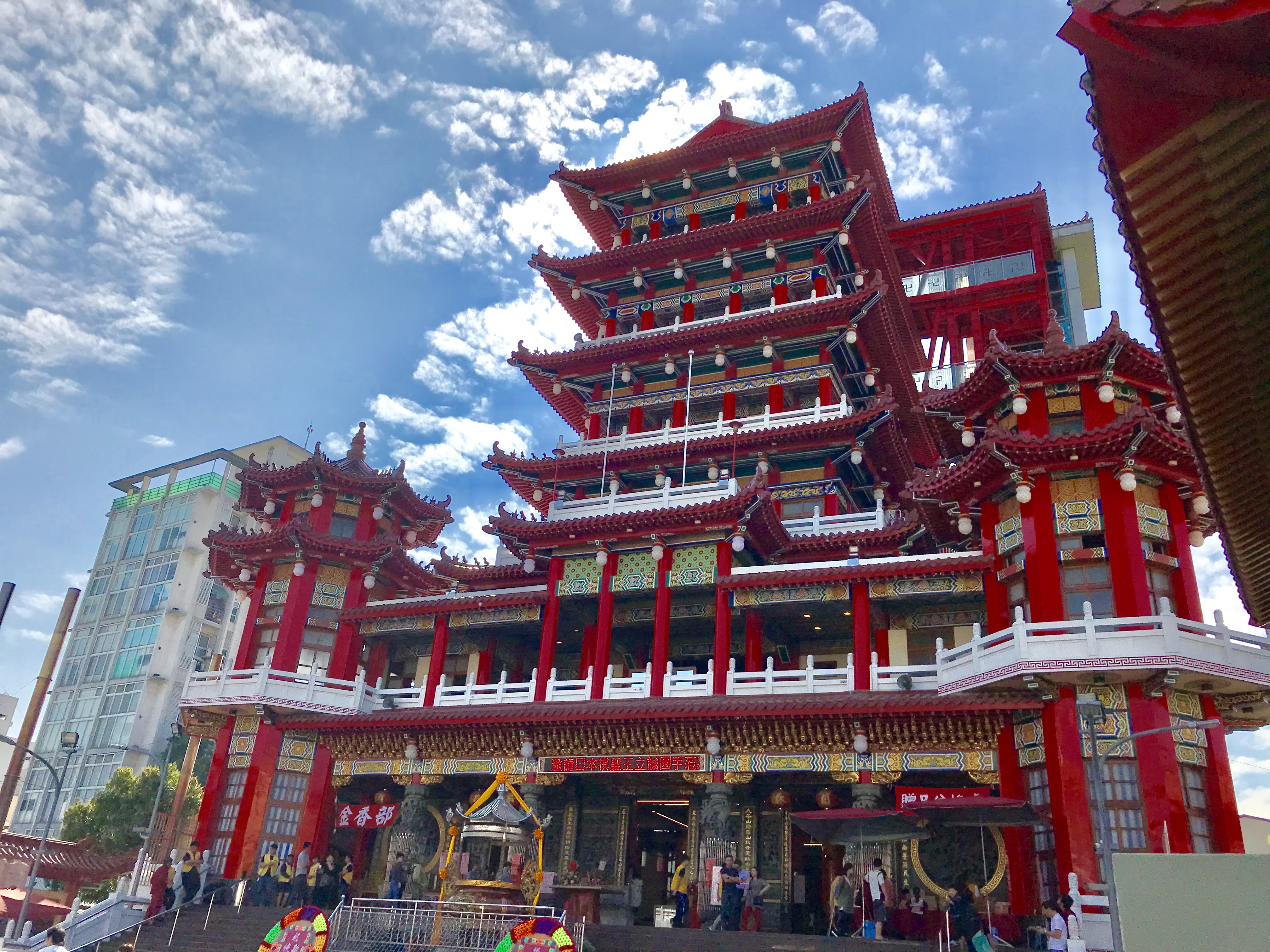
嘉義九華山地藏庵
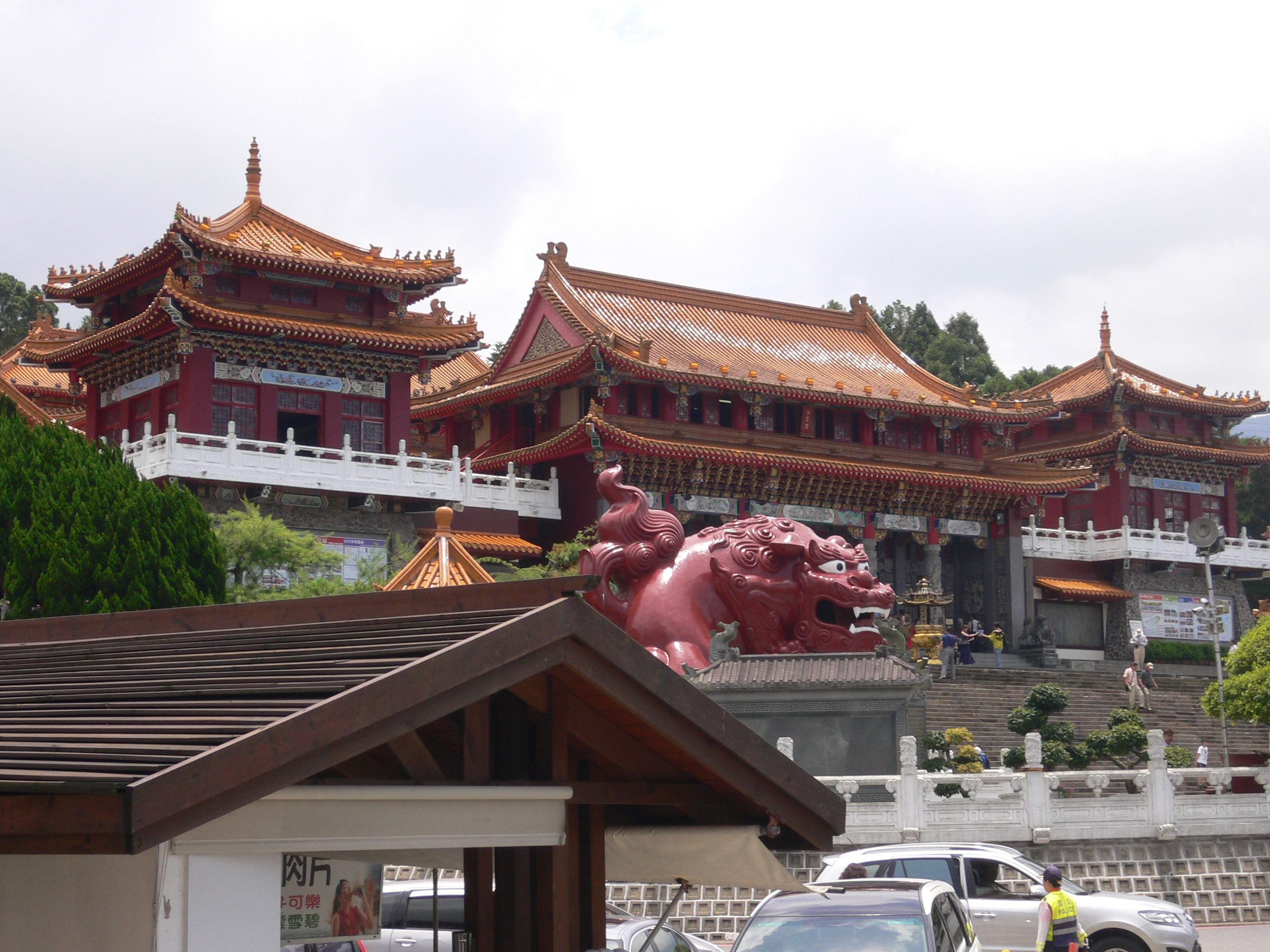
日月潭文武廟
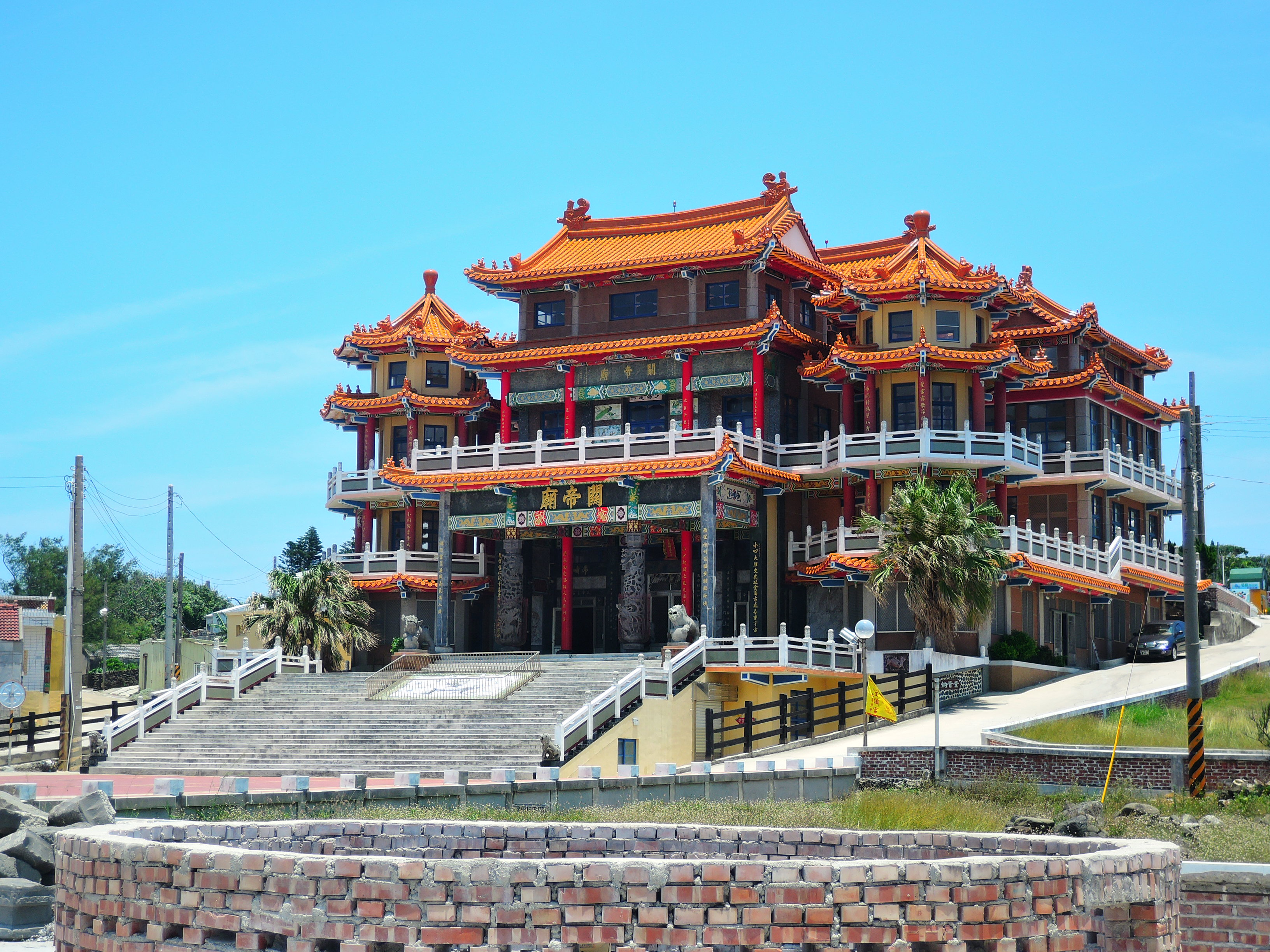
澎湖小池角關帝廟
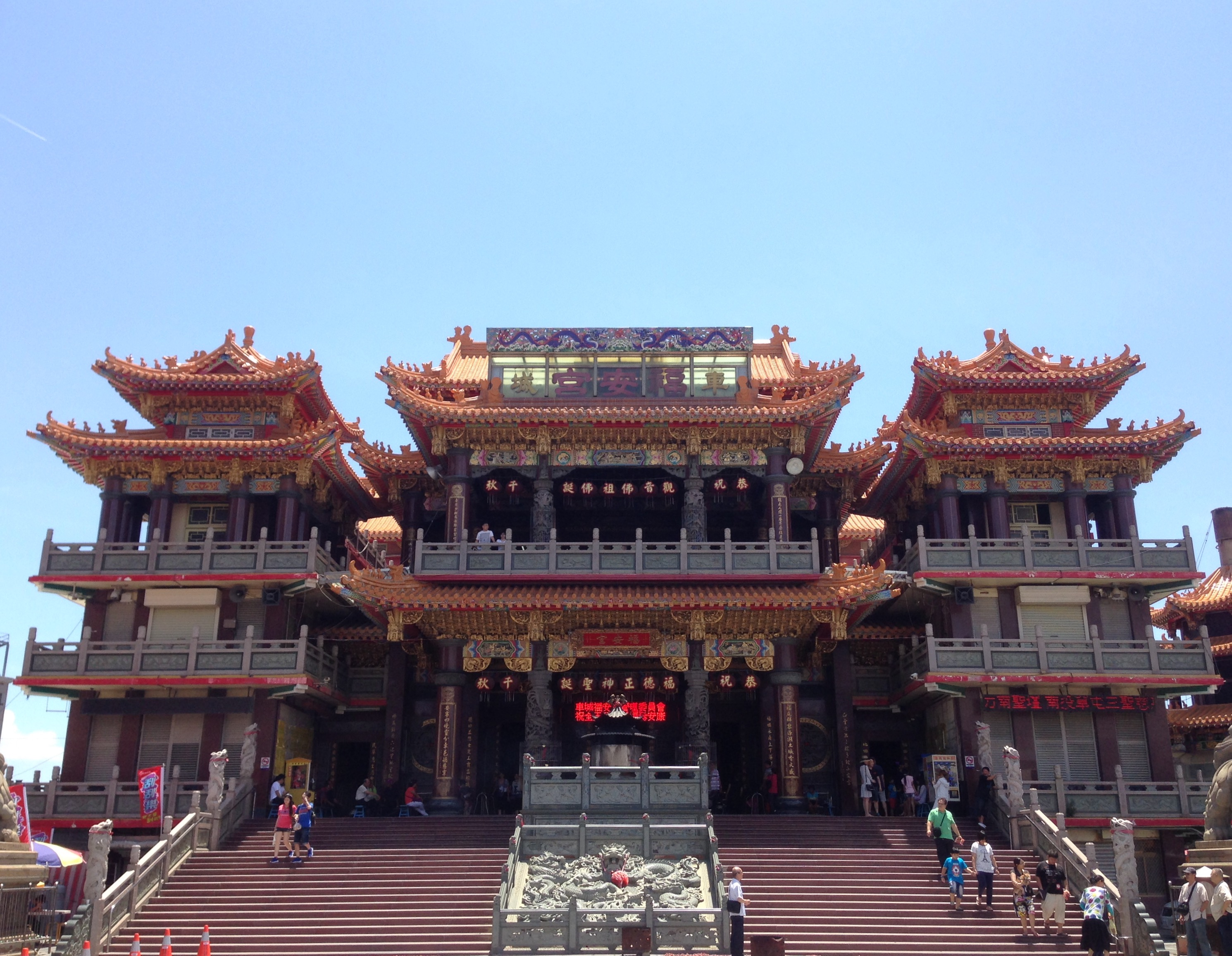
屏東車城福安宮

### 列表
| 序列 | 縣市別   | 鄉鎮別 | 寺廟名       | 修建年份 | 備註                               |
| ---- | -------- | ------ | ------------ | -------- | ---------------------------------- |
| 01   | 澎湖縣   | 馬公市 | 澎湖觀音亭   | 1925     | 格局仍沿用                         |
| 02   | 澎湖縣   | 白沙鄉 | 通梁保安宮   | 1925     | 1965年拆除                         |
| 03   | 澎湖縣   | 望安鄉 | 東吉啟明宮   | 1926     | 已拆除，現今廟貌為1972年設計:58-59 |
| 04   | 澎湖縣   | 望安鄉 | 水垵李王宮   | 1927     | 已拆除                             |
| 05   | 澎湖縣   | 白沙鄉 | 後寮威靈宮   | 1932     | 已拆除                             |
| 06   | 澎湖縣   | 馬公市 | 媽宮城隍廟   | 1933     | 格局仍沿用                         |
| 07   | 澎湖縣   | 白沙鄉 | 赤崁龍德宮   | 1934     | 1986年再度重建                     |
| 08   | 高雄市   | 鹽埕區 | 高雄文武聖殿 | 1959     | 重返宮廟界首件作品                 |
| 09   | 台南市   | 東區   | 台南市天宮   | 1963     |                                    |
| 10   | 高雄市   | 三民區 | 高雄三鳳宮   | 1964     |                                    |
| 11   | 澎湖縣   | 湖西鄉 | 西溪北極殿   | 1967     |                                    |
| 12   | 台北市   | 文山區 | 木柵指南宮   | 1967     | 設計凌霄寶殿                       |
| 13   | 南投縣   | 魚池鄉 | 日月潭文武殿 | 1968     |                                    |
| 14   | 澎湖縣   | 白沙鄉 | 中屯永安宮   | 1968     | 已拆除                             |
| 15   | 雲林縣   | 北港鎮 | 北港朝天宮   | 1968     | 設計中殿與鐘鼓樓部分               |
| 16   | 澎湖縣   | 馬公市 | 重光威靈殿   | 1970     | 已拆除                             |
| 17   | 嘉義市   | 東區   | 九華山地藏庵 | 1971     |                                    |
| 18   | 澎湖縣   | 馬公市 | 紅木埕武聖殿 | 1971     |                                    |
| 19   | 澎湖縣   | 馬公市 | 桶盤福海宮   | 1971     | 已拆除                             |
| 20   | 台南市   | 南區   | 台南竹溪寺   | 1972     |                                    |
| 21   | 澎湖縣   | 西嶼鄉 | 赤馬赤樊桃殿 | 1972     |                                    |
| 22   | 新加坡國 |        | 新加坡天福宮 | 1972     | 繪製修建設計圖                     |
| 23   | 澎湖縣   | 西嶼鄉 | 內垵內塹宮   | 1973     |                                    |
| 24   | 澎湖縣   | 西嶼鄉 | 小池角關帝廟 | 1974     |                                    |
| 25   | 澎湖縣   | 馬公市 | 山水上帝廟   | 1974     | 已拆除                             |
| 26   | 台南市   | 關廟區 | 關廟山西宮   | 1975     |                                    |
| 27   | 台南市   | 安南區 | 鹿耳門聖母廟 | 1977     |                                    |
| 28   | 澎湖縣   | 湖西鄉 | 林投鳳凰殿   | 1979     |                                    |
| 29   | 澎湖縣   | 馬公市 | 鎖港北極殿   | 1979     |                                    |
| 30   | 屏東縣   | 車城鄉 | 車城福安宮   | 1980     |                                    |
| 31   | 台南市   | 新營區 | 新營太子宮   | 1980     |                                    |
| 32   | 澎湖縣   | 馬公市 | 鎖港坤元寺   | 1981     |                                    |
| 33   | 澎湖縣   | 白沙鄉 | 赤崁龍德宮   | 1986     | 1934年曾重建過                     |
| 34   | 澎湖縣   | 湖西鄉 | 湖西天后宮   | 1989     |                                    |